# Kosteljci
Kosteljci (lat. Squalidae) porodica manjih morskih pasa raširenih po svim oceanima. Sastoji se od 2 roa s 36 vrsta
U Jadranu žive dvije vrste kostelj (Squalus acanthias) i Kostelj vlastelin (Squalus blainville). Leđne peraje imaju bodlje, i ubod im je jako bolan. Hrane se svim organizmima

## Rodovi
1. Cirrhigaleus Tanaka, 1912
2. Squalus Linnaeus, 1758

## Vanjske poveznice
|  | Zajednički poslužitelj ima još gradiva o temi Squalidae |
|  | Wikivrste imaju podatke o taksonu Squalidae             |